# Craft soda
Craft soda of ambachtelijke frisdrank is frisdrank die op ambachtelijke wijze in kleine hoeveelheden wordt geproduceerd uit natuurlijke ingrediënten. Craft soda wordt in de meeste gevallen op basis van andere zoetstoffen dan sacharose (bietsuiker) of glucose-fructosestroop gemaakt en bevat spaarzame hoeveelheden conserveermiddellen. Craft soda is vaak innovatief op het gebied van grondstoffen en smaken.
Een deel van de literatuur voegt daaraan toe dat producenten van craft soda authentiek en klein moeten zijn, of zelfs alleen op een lokale markt gericht, en dat ze onafhankelijk moeten zijn van grote frisdrankconcerns. Toch proberen die grote bedrijven met op craft soda lijkende producten in te spelen op de populariteit van dit soort drankjes.
Craft soda is een zekere trend in de VS, met een marktaandeel van 1% in 2015, maar het is anno 2018 ook in Nederland en België waarneembaar. Een Amerikaanse marktonderzoeker schatte de wereldmarktwaarde voor craft soda in 2016 op 537,9 miljoen dollar en verwacht dat de omzet in dit segment nog sterk zal toenemen.

## Craft beer
De frisdrankindustrie is met deze ontwikkeling schatplichtig aan de biersector. Midden jaren tachtig begonnen in de VS enkelingen met het lokaal en op kleine schaal brouwen van ambachtelijke bieren, vaak nadat ze in Europa kennis hadden genomen van speciaalbier. Aanvankelijk dacht men vooral te moeten concurreren met geïmporteerd speciaalbier, maar inmiddels liggen de zaken beduidend anders. Importbier is in de VS anno 2018 goed voor zo'n 15% van de consumptie en binnenlands geproduceerd 'craft beer' mag een vergelijkbaar percentage noteren.
Een Amerikaanse organisatie voor producenten van ambachtelijk bier, de Brewers Association, heeft een definitie opgesteld voor 'craft beer'-brouwerijen, maar niet voor het bier zelf. Zo'n brouwerij moet een jaarproductie hebben van maximaal 6 miljoen 'barrels' (van 117,3 l.), maximaal 25% van het bedrijf mag in handen zijn van een onderneming die geen 'craft beer' produceert en de brouwerij is zowel traditioneel als innovatief ingesteld.
Voor de frisdranksector is er thans geen organisatie die zo'n definitie met enige autoriteit kan opstellen, niet voor producenten, noch voor de frisdrank.

## Kleine hoeveelheden
Craft soda wordt geassocieerd met kleine hoeveelheden die soms alleen lokaal worden verkocht. Het Duitse fritz-kola begon op die wijze in Hamburg, maar wordt inmiddels in geheel Duitsland verkocht. Daarom ook zijn de merken en de daarin verkrijgbare smaken van beperkt belang buiten een relatief kleine groep mensen. Uitzonderingen daarop vormen in Nederland onder meer Thijsthee, dat gemaakt wordt van fruit dat niet mooi genoeg is om verkoopbaar te zijn, en het Amsterdamse merk Neko Jusu.
In de VS bestaat een heel scala aan kleine merken, die vaak lokaal of binnen één staat worden verkocht. Een enkele keer bereikt zo'n merk een grotere markt, zoals Ozark Mountain. Of zoiets gebeurt is er in hoge mate van afhankelijk of zo'n lokaal merk opgepikt wordt door grotere distributeurs, zoals winkelketens.

## Coca-Cola en PepsiCo
De opkomst van craft soda is aan de grote frisdrankproducenten niet voorbij gegaan en het succes van 'craft beer' is ze ook niet ontgaan. Tegelijkertijd krimpt de frisdrankconsumptie in de VS al sinds het begin van deze eeuw. De verwachting dat 'light'- en 'zero'-varianten het verlies op andere terreinen zouden goedmaken, is niet uitgekomen. Nieuwssite Quartz wijt dat aan zorgen onder consumenten over kunstmatige zoetstoffen. Zorgen over de voedingswaarde van suikers leidden eerder al tot afname van de consumptie van frisdranken als geheel. Ook in Nederland daalde de frisconsumptie tussen 2012 en 2016 met anderhalve liter per persoon per maand. Wereldwijd houdt de frisdrankomzet sinds 2000 gelijke tred met de groei van de wereldbevolking.
Coca-Cola heeft de laatste jaren geïnvesteerd in waters en vruchtensappen, maar ook in melkdranken. Verder richtte de producent een craft soda-afdeling op en in 2015 kocht zij de kleine ambachtelijke merken 'Blue Sky' en 'Hansen's Natural'.
PepsiCo lanceerde eind 2014 de craft soda Caleb's Kola, op basis van fairtrade rietsuiker, Arabische gom en Afrikaanse kolanoot. Daarnaast introduceerde de fabrikant het merk 'Stubborn Soda', dat aanvankelijk uitsluitend in de horeca werd geserveerd uit een frisdranktap, waarmee de soda fountain uit de periode 1830-1930 uit de motteballen werd gehaald. Verder wordt verwacht dat Pepsi kleine ambachtelijke merken zal kopen en trachten uit te bouwen, echter zonder ermee te koop te lopen dat er een grote fabrikant achter die kleine merken schuilt.

### Authenticiteit
Een aanzienlijk deel van de geraadpleegde bronnen wijst erop dat de grote frisdrankbedrijven last kunnen krijgen van een geloofwaardigheidsprobleem als ze zich op craft soda gaan toeleggen. Business Insider meent dat je authentiek moet zijn als je ambachtelijk over wilt komen. Een ander denkt dat de consument een groot merk niet "echt" en authentiek zal vinden. De Washington Post wijst er echter op dat een aantal van de populairdere craft beers, waaronder de snelst groeiende (Shock Top), in handen zijn van grote brouwerijen.